# Elektrický spotřebič
Elektrický spotřebič v užším významu je elektrotechnická součástka, která mění (spotřebovává) elektrickou energii na jiný druh energie.
Elektrický spotřebič spolu se zdrojem elektrického napětí je nejdůležitější částí elektrického obvodu. Zapojením zdroje do obvodu bez spotřebiče dochází ke zkratu.
V širším významu znamená elektrický spotřebič kompletní zařízení, využívající elektrickou energii. Toto zařízení se často skládá z více součástek a je kombinací různých druhů přeměn energií.

## Parametry spotřebičů
Prakticky důležitými parametry elektrických spotřebičů jsou elektrické napětí, na které je nutno je připojit, a elektrický příkon, určující, kolik elektrické energie spotřebič spotřebuje za jednotku času (většinou za hodinu, např. klasická 60wattová žárovka spotřebuje za 1 hodinu 60Wh), někdy je místo příkonu uvedena spotřeba v kWh za rok, např. u chladniček.

## Parametry bezpečnosti
Parametry bezpečnosti (bezpečnostní předpisy) u elektrických zařízení jsou určeny k zabránění úrazům elektrickým proudem. Proto výrobci el. spotřebičů (ale i dovozci) jsou povinni před uvedením výrobku na trh provádět základní zkoušky (dle ČSN 34 5610, ČSN 34 5611, …) a rovněž získat osvědčení autorizované zkušebny EZÚ Praha (Elektrotechnický zkušební ústav).

### Třída ochrany
Elektrický spotřebič, podle toho jak má být připojen v elektrické instalaci, lze zařadit do některé ze tříd ochrany.
| Třída spotřebiče   | Popis + příklady |
| ------------------ | --- |
| Třída ochrany 0.   | Spotřebiče mají pouze pracovní izolaci, neživé části nejsou připojeny k ochranné soustavě. V České republice je jejich používání zakázáno… |
| Třída ochrany I.   | Spotřebiče mají pracovní izolaci, neživé části jsou opatřeny ochrannou svorkou, která musí být připojena k ochranné soustavě. Patří sem: Pračka, sporák, žehlička, počítač, … |
| Třída ochrany II.  | Spotřebiče mají dvojitou nebo zesílenou izolaci a nemají (nesmějí mít) ochrannou svorku. Mají celý povrch buď z izolantu nebo mohou mít některé části kovové, avšak vždy oddělené zesílenou izolací. Vodivé části nesmí být připojeny k ochranné soustavě. Patří sem: Holicí strojek, fén, vrtačka, bruska, … |
| Třída ochrany III. | Spotřebiče se připojují k malému bezpečnému napětí SELV nebo PELV. Patří sem: Nízkovoltové žárovky, nízkonapěťová elektrická zařízení v zahradnictví, lékařství, zemědělství, … |

### Stupeň krytí
Krytí je konstrukční opatření, které je součástí elektrického spotřebiče. Poskytuje ochranu před dotykem s živými a pohybujícími se částmi. Rovněž však chrání spotřebič před poškozením, vniknutím cizích těles a vody či vodních par.

## Elektrické charakteristiky spotřebičů
Spotřebiče mohou mít různou závislost proudu a napětí (VA charakteristiku) podle fyzikálního principu, či způsobu elektronické stabilizace. Spotřebiče na střídavý proud mohou navíc vykazovat reaktanční chování, nebo odebírat nesinusový proud.

### Statická VA charakteristika
Tato charakteristika vyjadřuje závislost mezi proudem a napětím. V případě střídavého proudu budou dále uvažovány efektivní hodnoty. Charakteristiky se vztahují na napětí a proudy, při kterých dané spotřebiče mohou správně pracovat. Mimo tento rozsah mohou být jiné.
- Odporová: Toto chování vykazují nejjednodušší spotřebiče, jako např. topná tělesa. Spotřebič se chová jako rezistor, tedy proud jím odebíraný lineárně roste s napětím. Kromě topných těles se takto chovají i derivačně a permanentně buzené elektromotory, pokud se otáčky mohou měnit (např. stejnosměrný ventilátor). Krátkodobě se ovšem chovají napěťově, kde napětí závisí na otáčkách. Proto mají zpravidla velký rozběhový proud. Odporové chování mají i zesilovače ve třídě A, ale ty se jako samostatné spotřebiče vyskytují jen málo, kvůli velkému příkonu.
- Proudová: Klasickým proudovým spotřebičem je žárovka. Při zvýšení napětí se zvýší i teplota vlákna a tím se zvýší jeho odpor. Proud samozřejmě do jisté míry roste, ale charakteristika má blíže k proudovému stabilizátoru, než k odporu. Dříve se žárovky používaly i jako proudové stabilizátory. Pro tento účel se používala i speciální verze zvaná variátor. Proudový charakter mají i elektronické spotřebiče obsahující lineární stabilizátory. Při nárůstu vstupního napětí neroste proud, protože obvod za stabilizátorem je napájen stále stejným napětím, změní se pouze ztráta na stabilizátoru. Takto se chovají i zesilovače tříd AB a B, přičemž AB jsou běžné Hi-fi zesilovače. Proud ale závisí na průběhu a hlasitosti zvuku.
- Napěťová: Tyto spotřebiče jsou až do určitého napětí nevodivé, nebo odebírají malý proud, který ale od určité hranice strmě roste. Proto ke správné funkci většinou potřebují vhodný proud omezující prvek. Typickým napěťovým spotřebičem je LED. Např. bílá LED je do cca 2,5 V prakticky nevodivá, do 3 V prochází velmi malý proud, který ale kolem 3,2 V dosáhne jmenovité hodnoty a o několik desetin V výše může být ještě několikanásobně vyšší. Podobně též výbojové zdroje světla (zářivky, výbojky, doutnavky) vykazují napěťovou charakteristiku, navíc s mírně záporným odporem (při zvyšování proudu roste ionizace a tím klesá napětí). Z toho důvodu je vůbec nelze samostatně používat s běžnými zdroji napětí a svítidlo musí vždy omezovat proud. Napěťovými spotřebiči jsou i akumulátory při nabíjení, ale napětí zpravidla postupně roste.
- Výkonová: Tyto spotřebiče při zvyšování napětí snižují odebíraný proud tak, že zůstane přibližně zachován příkon. Do této skupiny patří drtivá většina moderní elektroniky, která má na vstupu spínané stabilizátory. Při změně napětí se tak pouze mění převodní poměr stabilizátoru. Např. počítače, televize, telefony, nabíječky a zesilovače třídy D. V případě bateriově napájených spotřebičů je nepříjemným důsledkem fakt, že čím je baterie vybitější, tím větší proud spotřebič odebírá.

Některé spotřebiče mohou v průběhu činnosti přecházet mezi charakteristikami. Např. moderní pračky s elektronicky řízenými motory vykazují výkonovou charakteristiku, ale když začne ohřev vody, převáží odporové chování topného tělesa. Nebo svítilny s LED mívají při nabitém akumulátoru výkonovou, či proudovou charakteristiku, ale až napětí klesne tak, že na stabilizátor nic nezbývá, přechází charakteristika na napěťovou a světlo začne slábnout.

### Průběh proudu
- Odporový: Topná tělesa a žárovky vykazují shodný dynamický průběh napětí a proudu, protože se jejich odpor nemůže moc rychle měnit. Při napájení ze sítě odebírají tedy sinusový proud, který je ve fázi s napětím.
- Obdélníkový: Vysoké procento LED žárovek obsahuje velký počet LED zapojených v sérii, takže jsou vodivé až od několika stovek V a pak proudový stabilizátor. Některé LED žárovky a zejména reflektory, nebo COB moduly pro 230 V mají LED rozděleny na několik skupin, které se v průběhu cyklu síťového napětí připínají a odpínají, takže odběr proudu trvá po většinu každé půlperiody. V obou případech tedy při překročení určitého napětí začne odběr proudu, který se dále nemění a po poklesu napětí pod podobnou hranici zas proud skokově zaniká.
- Impulzní kvůli usměrnění: Běžná elektronika napájená ze sítě mívá na vstupu usměrňovač a kondenzátor. V průběhu cyklu střídavého proudu tak napřed proud neodebírá, až vstupní napětí překročí napětí na kondenzátoru, proud začne strmě růst a po nabití kondenzátoru zas strmě klesat. Výsledkem je, že takový spotřebič odebírá krátké pulzy velkého proudu. V důsledku toho je napětí v síti zkreslené a zvyšují se ztráty v rozvodné soustavě, zejména transformátorech. Proto se v moderní elektronice zavádí používání PFC, což jsou opatření vedoucí k rozšíření časů odběru proudu (např. tlumivka v sérii s usměrňovačem) a nejlépe i simulující odporové dynamické chování (např. PFC předregulátory mezi usměrňovačem a kondenzátorem).
- Fázově posunutý: Některé spotřebiče mohou mít částečně induktivní charakter (např. střídavé elektromotory, zářivková a výbojková svítidla) a proud je tedy zpožděn za napětím, nebo kapacitní charakter (např. některá svítidla s LED) a proud naopak napětí předchází. V obou případech je výsledkem vznik jalového výkonu, který zvyšuje ztráty v rozvodné síti. Chování podobné kapacitnímu vykazuje i elektronika bez PFC (protože je maximum proudu před maximem napětí), ale negeneruje klasický jalový výkon (protože cyklus neobsahuje oblast, kde by měl proud opačnou polaritu než napětí).
- Impulzní kvůli činnosti spotřebiče: Mnoho elektroniky napájené z baterií má impulzní odběr. Ve stavu stand-by je typicky téměř nulový odběr, ale jednou až několikrát za sekundu na několik mikrosekund vzroste na např. desítky mA, kdy se probudí procesor, přičte čas, zjistí zda není stisklé tlačítko a pod. Mobilní telefon při vysílání odebírá několik ampérů, ale v důsledku časového multiplexu ani při hovoru nevysílá většinu času. Podobně i počítač, pokud není zrovna plně vytížen, odebírá proud, který má trvalou nižší složku a k ní impulzy, když procesor, nebo grafická karta něco dělá. Perioda těchto pulzů může souviset s obnovovací frekvencí zobrazení, nebo i myši při pohybu.

## Seznam spotřebičů
- změna elektrické energie na tepelnou - odporový drát nejčastěji ve formě topné spirály obsažené v tepelných elektrických spotřebičích
  - elektrický vařič
  - elektrická trouba
  - elektrický přímotop
  - pračka
  - elektrický bojler
  - rychlovarná konvice
  - ponorný ohřívač
  - kulma
  - fén
  - žehlička
  - elektrická opalovací pistole
  - žárovka
  - tepelná elektrická pojistka
- změna elektrické energie na mechanickou - elektromotor
  - kuchyňský robot
  - mixér
  - vysavač
  - elektrické čerpadlo
  - elektrická bruska
  - pásová bruska
  - okružní pila
  - kmitací pila
  - úhlová bruska
  - pneumatické kladivo
  - elektromobil
  - startér
  - elektrická lokomotiva
  - elektrický větrák
  - vrtačka
  - soustruh
  - hodiny
  - přehrávače a rekordéry
    - gramofon
    - magnetofon
    - kazetový magnetofon
    - video
    - CD
    - DVD
- změna elektrické energie na zářivou energii (energii některého z druhů elektromagnetického záření)
  - katodová trubice
    - zářivka
    - televizor
    - monitor CRT

  - LCD
    - digitální budík
    - kalkulátor
    - LCD panel

  - elektromagnetický dipól
    - vysílací anténa
    - vysílač
    - mobilní telefon

  - mikrovlnná trouba
  - infrazářič
  - horské slunce
  - laser
- změna elektrické energie na zvukovou energii - reproduktor
  - rádio
  - televizor
  - sluchátka
  - telefon
  - amplión
- změna elektrické energie na chemickou energii
  - nabíječka akumulátoru
  - zařízení pro elektrolýzu
  - zařízení pro galvanizaci
- změna mechanické energie na elektrickou energii
  - elektrofonické hudební nástroje (elektrická kytara)
  - turbína

### Elektronické spotřebiče
Zvláštní skupinu tvoří elektronické spotřebiče, obsahující elektronické obvody, které nemusejí přímo měnit elektrickou energii na jiný druh energie, ale zpracovávají elektrické signály od vstupního zařízení do výstupního.
Mezi elektronické spotřebiče patří
- počítač
- mobilní telefon
- přehrávače a rekordéry
  - gramofon
  - magnetofon
  - kazetový magnetofon
  - video
  - CD
  - DVD
- elektronické hudební nástroje (keyboard)
- zesilovač
- mixážní pult